# FK Nowokusnezk
Der FK Nowokusnezk (russisch ФК Новокузнецк) ist ein russischer Fußballverein aus Nowokusnezk und spielt in der zweiten russischen Division.

## Geschichte
Der Verein wurde im Jahr 1946 gegründet. Nach dem Zusammenbruch der Sowjetunion startete der Verein 1992 in der neu gegründeten Ersten russischen Division (zweithöchste Liga). Aufgrund einer Reduzierung der Mannschaften stieg der Verein zwei Jahre später in die Zweite Division (dritthöchste Liga) ab. Nach neun Jahren Drittklassigkeit stieg Nowokusnezk 2002 wieder in die 1. Division auf, wo das Team drei Spielzeiten verbrachte, ehe der erneute Abstieg folgte. Nach einer Saison gelang der Wiederaufstieg in die erste Division, die der Verein nach zwei Jahren wieder verlassen musste. In der Saison 2012/13 spielte Metallurg erneut in der 1. Division. Allerdings verweigerte nach dem Ende der Saison 2012/13 der Lizenzierungsausschuss dem Verein die Lizenz wegen Verstößen gegen die Lizenzierungsregelungen für die folgende Saison in der 1. Division. Bis 2015 trug der Verein in Anlehnung an das Steinkohlenrevier Kusnezker Becken den Namen FK Metallurg-Kusbass Nowokusnezk. 2015 folgte die Umbenennung in FK Nowokusnezk.

## Stadion
Der Verein trägt seine Heimspiele im 8.000 Zuschauer fassenden Metallurg-Stadion aus.

## Erfolge
- Meister der 2. Division: 1998, 1999, 2000, 2002, 2012

## Bekannte ehemalige Spieler
- Tomáš Vychodil
- Wladimir Schischelow